# Тибр
Тибр (итал. Tevere, лат. Tiberis) — река на Апеннинском полуострове, третья по протяжённости среди рек Италии.

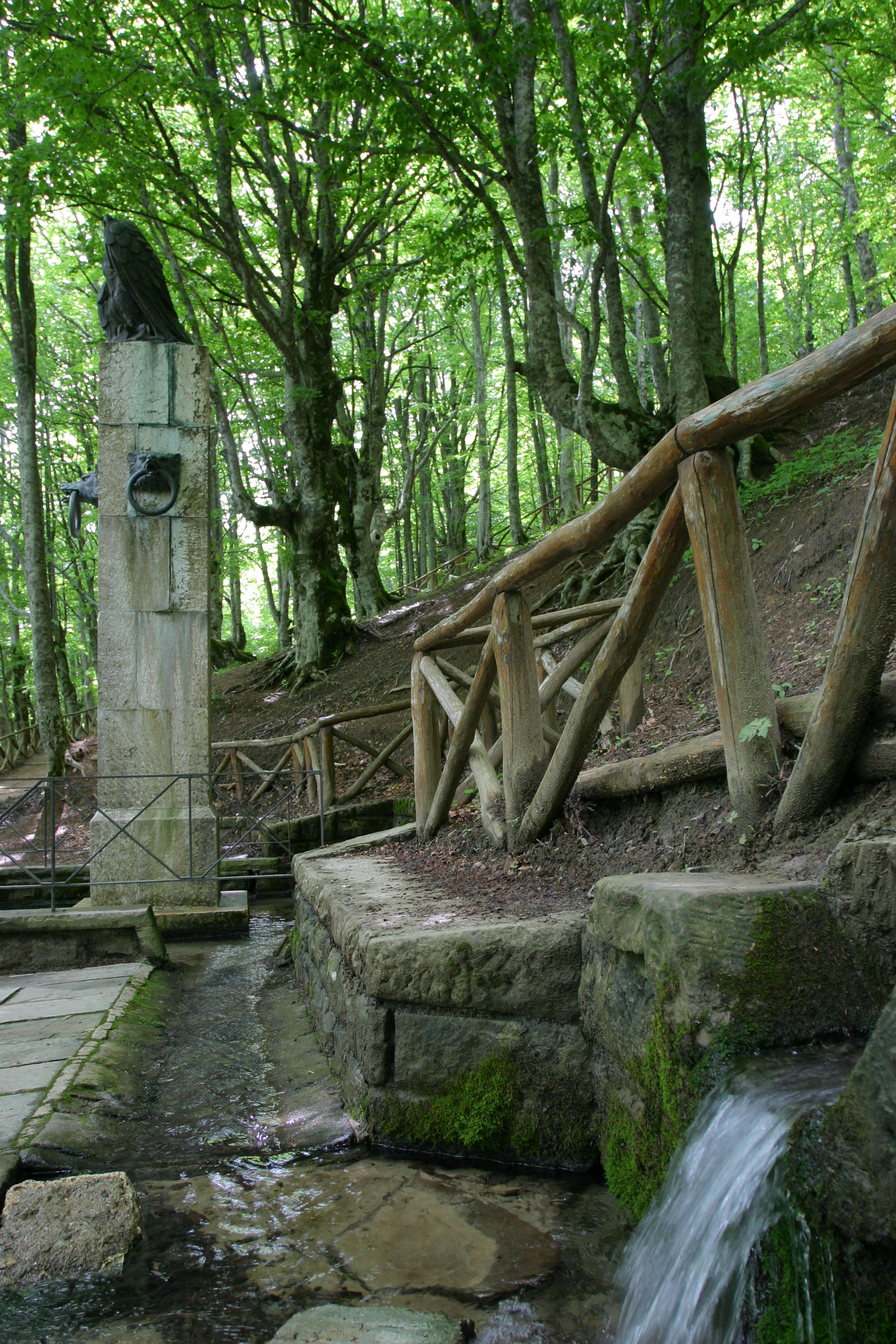
Исток Тибра

Высота истока — 1268 м над уровнем моря.

## География
Исток реки находится в Апеннинах, область Эмилия-Романья, длина 405 км, площадь бассейна около 18 тыс. км², средний расход около 239 м³/с. Берёт начало на юге Тоскано-Эмилианских Апеннин, течёт сперва на запад, затем поворачивает на юг, где принимает много горных потоков, вступает в провинцию Перуджа и здесь принимает притоки Кьяджо с Топино, Клитунно и др. Повернув, начиная от Тоди, на юго-восток, Тибр образует ряд стремнин до впадения притока Палья. Отсюда Тибр вновь поворачивает на юго-запад. Здесь в Тибр впадает многоводная Нера с Велиной, затем, обогнув Монти Сабини и Монте Соратте, Тибр вступает в Римскую равнину. Здесь в него впадает река Аниене. В Риме река канализирована, далее течение разветвляется. Главная часть реки течёт по древнеримскому каналу Fossa Traiani мимо Порто (лежавшего в римское время на морском берегу) и впадает в Тирренское море у Фьюмичино. Старое русло шло через Остию, также находившуюся у самого моря, и у устья образовало остров Изола-Сакра (лат. Insula Portus).
В верхнем и среднем течении — горная река с чередованием ущелий и котловин, на притоках Тибра встречаются водоскаты и водопады (Ле-Марморе, Тиволи и др.); в низовьях протекает по равнине Маремма. Тибр протекает через области Умбрия и Лацио и впадает в Тирренское море, образуя дельту площадью около 250 км². Питание преимущественно дождевое, паводки с ноября по март — апрель, бывают наводнения; несёт много взвешенных наносов. Тибр снискал себе славу как река, протекающая через Рим, который был основан на её восточном берегу.

### Мосты
Кроме множества современных конструкций, Тибр пересекают несколько древних мостов, частично (Мост Святого Ангела, Мульвиев мост) или полностью сохранившихся (мост Фабрициуса) с момента своей постройки.
- Мост королевы Маргариты
- Мост Пьетро Ненни
- Мост Умберто I

## Происхождение названия
Считается, что название реки «Тибр» имеет этрусские или италийские корни, скорее всего родственные кельтскому корню dubr, «вода».

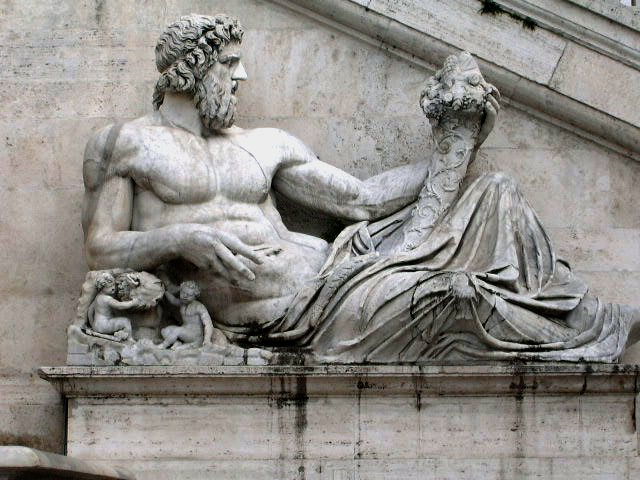
Изображение реки Тибр в виде бога Тиберина с рогом изобилия. Кампидольо (Площадь Капитолия)

По преданию, легендарный царь Тиберин Сильвий, девятый в списке царей Альба-Лонги, утонул в реке Альбула (лат. Albula), и она сразу же была переименована в его честь. В мифе упоминается первоначальное название реки, которое, вероятно, происходит от общего индо-европейского слова alba, «белый». Юпитер сделал Тиберина Сильвия богом и покровителем-духом реки, также называемым Волтурном (лат. Volturnus — «Бушующие воды»). К данной легенде восходит традиция изображения великой реки в виде сильного полулежащего бога-мужчины Тиберина со струящейся из его волос и бороды водой.

## История
По преданию, Рим был основан в 753 году до н. э. на берегу Тибра в 25 км от Остии на морском побережье, куда впадает река. В воды Тибра были сброшены в корзине младенцы Ромул и Рем (легендарные основатели города).

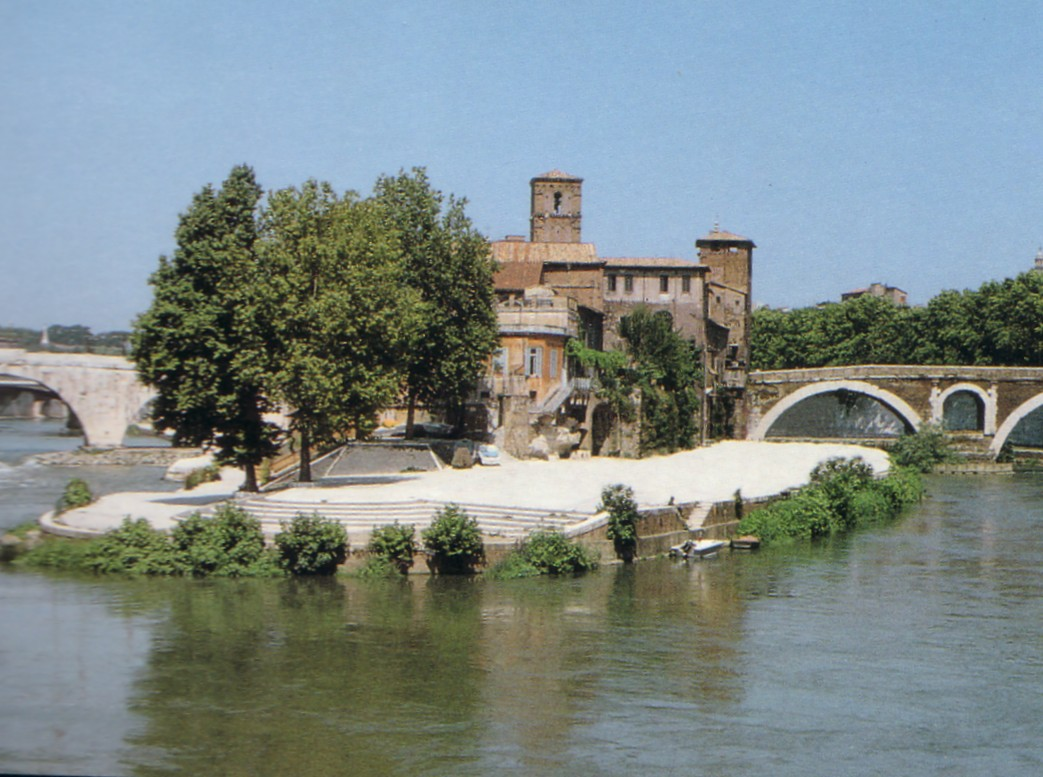
Вид с реки на Тибрский остров

Тибрский остров посередине реки в центре Рима долгое время был важным местом для брода, а позже был соединён с берегами мостом. Долгое время Тибр обозначал границу между землями этрусков на западе, сабинян на востоке и римлян на юге.
Тибр имел очень важное значение для торговли в Древнем Риме. Он являлся главным судоходным путём, позволяющий подниматься галерам с зерном по течению реки примерно на 100 км вверх уже в V веке до н. э. Также вниз по реке перевозили камень, лес и продукты питания. Во время Пунических войн в III веке до н. э., порт города Остия, рядом с которым находится устье Тибра, стал стратегически важной военно-морской базой Римской республики.
Позднее Тибр имел не менее важное торговое значение: сюда стекались товары со всех римских колоний Средиземноморья. В это время начали строить причалы и на самом Тибре, объединяющие берега в районе Марсова поля. Так возник Порт Рипетта. Древние римляне включили Тибр в городскую канализационную систему (Большая Клоака), что позволило перенаправлять воду в центральную часть города.

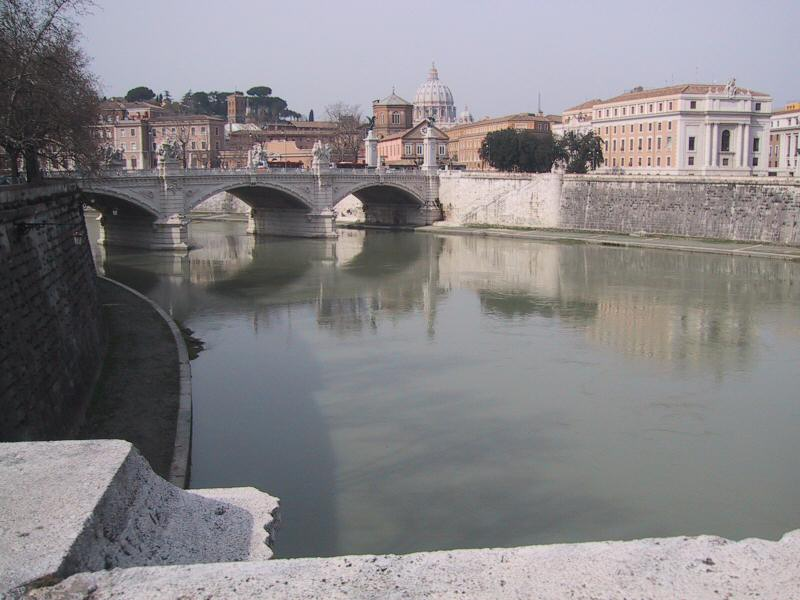
Вид на Ватикан

В результате обмельчания и засорения реки её коммуникационное значение уменьшилось, что усугубилось возведением нового порта в Фьюмичино в I веке н. э. Во времена правления императоров Клавдия и Траяна была построена дорога Виа Портуенсис (Via Portuensis), соединяющая Рим и Фьюмичино.
B VII—VIII веках некоторые римские папы пытались улучшить навигационные возможности Тибра. В XIX веке были проведены масштабные работы по очистке Тибра от скопившегося на дне мусора. После этого на какое-то время торговые пути были восстановлены, но XX веке были снова забыты, поскольку перестали играть такую же важную роль как в древности.
Бенито Муссолини, происходящий из области Романья, откуда берёт своё начало Тибр, отметил его исток античной мраморной колонной, на которой высечена надпись QUI NASCE IL FIUME SACRO AI DESTINI DI ROMA («Здесь рождается река, освящённая судьбой Рима»).

## Разливы Тибра
До конца XIX века Тибр был известен своими наводнениями, поскольку весной и осенью из-за обилия дождей потоки с Альбанских гор значительно поднимали уровень воды в реке.
Из-за разливов Тибра Рим был подвержен наводнениям, в среднем один раз в 30 лет. Вода приносила глину, тину и мусор. Особенно сильно воды Тибра заливали обширное Марсово поле, которое находится в низине, там расположены Мавзолей Августа и Пантеон, а также низину между Палатином, Эсквилином и Капитолием, где располагался Римский форум.
В истории наиболее известны наводнения 414 г. до н. э., 69, 1230, 1277, 1422, 1495, 1530, 1598, 1637, 1870, 1937 годов. В наводнение 1598 года вода поднималась на 19,56 м, в 1870 году на 17,22 м. Памятные доски с сообщениями о разливах Тибра расположены на стене церкви Санта-Мария-сопра-Минерва рядом с Пантеоном.
Известны и трагические случаи, связанные с Тибром. В 1785 году итальянский скульптор, литейщик и ювелир Луиджи Валадье, потерпев финансовый крах, покончил собой, бросившись в воды Тибра. Во время наводнения в Тибре утонул художник Пьетро Теста.
Высокие набережные, защищающие от разливов, построили по решению парламента только в 1876—1926 годах. Улицы, проходящие вдоль набережной, обобщённо называют «Вдоль Тибра» (lungoteveri).